# ハーキュリーズ (ラグビー)
ハーキュリーズ(アルファベット表記：Hercules)は、東京都を本拠地とする社会人ラグビーユニオンのクラブチーム。

## 来歴
2011年、林雅人が慶應義塾大学監督退任のタイミングで創設。
その後2020年、第27回全国クラブ大会で初優勝。

## 獲得タイトル
- 全国クラブラグビーフットボール大会
  - 2020年,2022年,2023年